# Microcoelia sanfordii
Microcoelia sanfordii är en orkidéart som beskrevs av Lars Jonsson. Microcoelia sanfordii ingår i släktet Microcoelia och familjen orkidéer. Inga underarter finns listade i Catalogue of Life.